# Propata
Propata (ligurisch Propâ) ist eine kleine italienische Gemeinde in der Metropolitanstadt Genua mit 113 Einwohnern (Stand 31. Dezember 2023).

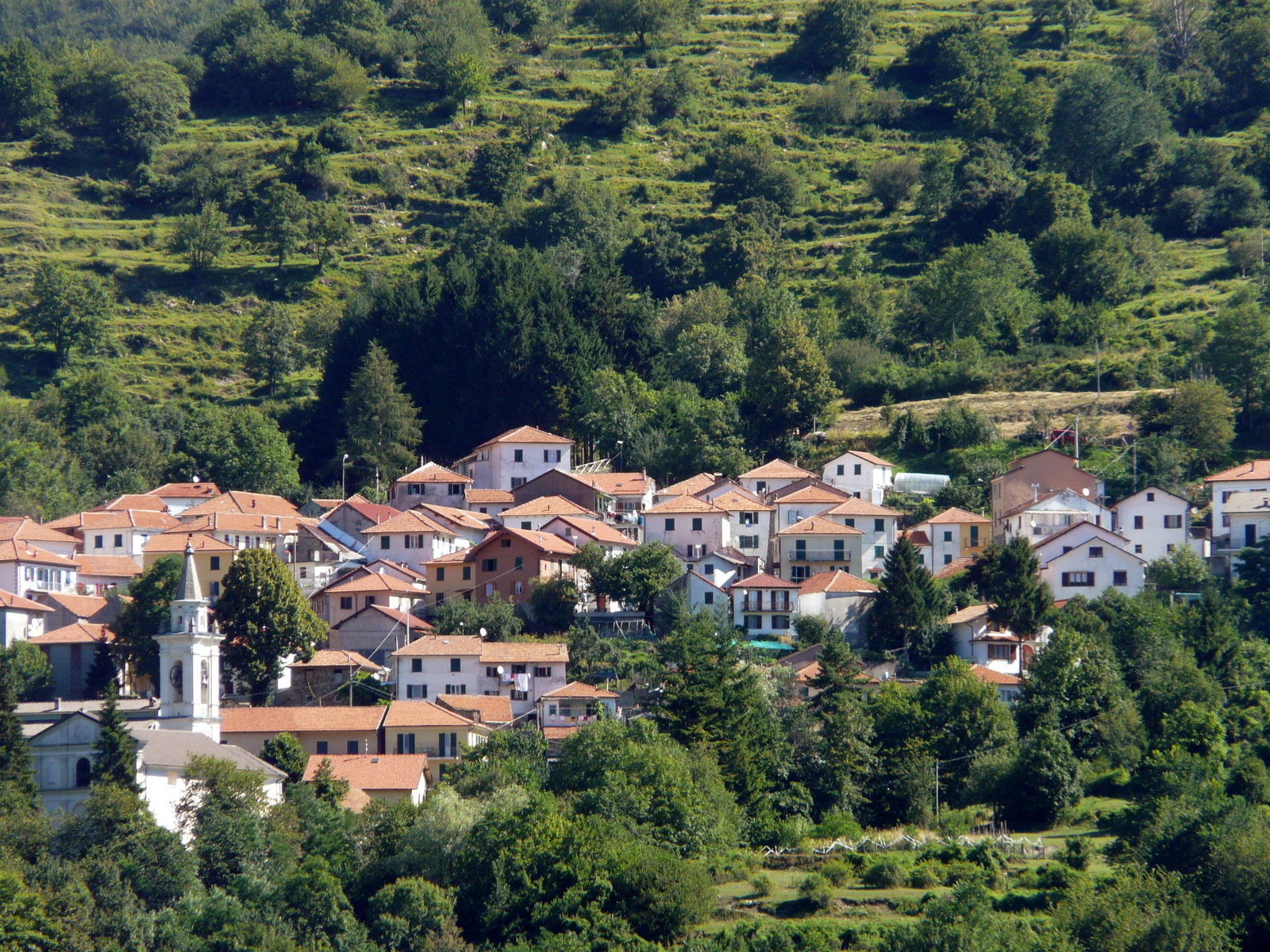
Propata in Ligurien

## Geographie
Die Gemeinde liegt im Tal Trebbia und bildet mit seinem Territorium und sieben weiteren ligurischen Kommunen die Berggemeinde Alta Val Trebbia. Daneben gehört Propata zum Parco naturale regionale dell’Antola (Regionaler Naturpark Antola).
Nach der italienischen Klassifizierung bezüglich seismischer Aktivität wurde Propata der Zone 4 zugeordnet. Das bedeutet, dass sich die Gemeinde in einer seismisch inerten Zone befindet.
Ortsteile (frazioni) der Gemeinde sind Bavastrelli, Caffarena und Caprile.